# Jamir Miller
Jamir Malik Miller (Filadelfia, 19 novembre 1973) è un ex giocatore di football americano statunitense che ha giocato nel ruolo di linebacker nella National Football League (NFL).

## Biografia
Al college, Miller giocò a football ad UCLA, dove fu nominato All-American. Fu scelto come decimo assoluto nel Draft NFL 1994 dagli Arizona Cardinals. Vi giocò fino al 1998 dopo di che passò ai Cleveland Browns. Nel 2001 giocò la miglior stagione in carriera, mettendo a segno 13 sack, venendo convocato per il Pro Bowl e inserito nel First-team All-Pro. Dal ritorno dei Browns nella NFL nel 1999, dopo tre anni di assenza, al 2006, Miller fu il loro unico giocatore convocato per il Pro Bowl (sette giocatori dei Browns furono poi convocati per il Pro Bowl nel 2007). La sua carriera si chiuse a causa di un infortunio al tendine d'Achille subito nella pre-stagione 2002 contro i Minnesota Vikings.

## Palmarès
- Selezioni al Pro Bowl: 1

2001
- First-team All-Pro: 1

2001

## Statistiche
| Partite totali      | 121  |
| Partite da titolare | 104  |
| Tackle              | 669  |
| Sack                | 36,0 |